# Michl József
Michl József (Budapest, 1960 –) főiskolai főtanácsos, 2004-től a Fidesz választókerületi elnöke, valamint a Fidesz tatai csoportjának elnöke, 2006 óta Tata polgármestere.

## Életútja
Régi tatai família leszármazottja, ámbár 1960-ban született Budapesten, Mezőfalván kezdte az általános iskolát, szülei gyógyszerészként dolgoztak ebben a Fejér megyei faluban, négy testvérével éltek itt. 1971-ben költöztek vissza Tatára, itt a Vaszary János Általános Iskolában tanult, majd a középiskolai tanulmányait az Eötvös József Gimnáziumban végezte. Kétéves katonai szolgálat után a Győri Hittudományi Főiskolán teológus, a Bárczy Gusztáv Gyógypedagógiai Főiskolán szociális szervező diplomát szerzett. 
Dolgozott segédmunkásként, és irodai alkalmazottként, hitoktatóként, majd Tatán a Fényes fasori Egyesített Szociális Intézményben, mint az Értelmi Fogyatékosok Napközi Otthonának vezetője, majd pedig az Idősek Otthonában mentálhigiénés csoportvezetője. A következő munkahelye az Új úti iskola volt, itt szabadidő szervezőként, és a 8. osztályt végzett szakiskolások nevelőjeként dolgozott. 1994-től a zsámbéki Apor Vilmos Katolikus Főiskolán dolgozik, sokáig, mint főiskolai főtitkár és tanulmányi osztályvezető irányította a főiskola főigazgatói hivatalát. Tagja a Felsőoktatási Főtitkári Kollégiumnak.
2002-ben Tatán létrehozta az MKDSZ tatai szervezetét, melynek elnökévé választották. 2004-ben egyik felelőse volt a főiskola Vácra történő költöztetésének, majd a Fidesz választókerületi elnöke lett, valamint a Fidesz tatai csoportja is elnökévé választotta. A főiskolán 2005 nyarától, mint főtanácsadó végzi munkát. Alapítóként részt vesz a főiskola Adjutórium Alapítványának munkájában. Tagja a Tóvárosi egyházközség képviselő testületének és több tatai civil szervezetnek is. Ifjúsági közösségek szervezésében is tevékenykedik.
A 2010-es országgyűlési választáson Komárom-Esztergom megye 2-es számú egyéni választókerületét megnyerve jutott a törvényhozásba, ahol a KDNP frakciójához csatlakozott, illetve az önkormányzati és területfejlesztési, valamint az oktatási, tudományos és kutatási bizottságok tagja lett.

## Családja
Régi tatai családból származik, Ősei az 1800-as évek elején kerültek Tatára. Déd- és nagyszülei fűszer-csemegekereskedést vezettek a mostani Ady Endre utcában, egyik rokonának, Michl Gézának patikája volt a Kossuth téren. Feleségével 1986-ban házasodott össze, ő két diplomával rendelkezik és főállású anya. Öt gyermekük van: Domonkos, Zsuzsanna, Júlia, Dorottya és Sebestyén.

## Politikai hitvallása
„Egyszerre szolgálni Istent, hazát, böcsületet, hűséget, s csak így egyszerűen, munkával…” (Wass Albert)